# Oxira diducta
Oxira diducta är en fjärilsart som beskrevs av Zetterstedt 1939. Oxira diducta ingår i släktet Oxira och familjen nattflyn. Inga underarter finns listade i Catalogue of Life.